# Eidgenössische Bankenkommission
Die Eidgenössische Bankenkommission (EBK) der Schweiz war eine von Einzelweisungen des Bundesrates unabhängige Verwaltungsbehörde des Bundes, die nicht in die Zentralverwaltung eingegliedert, sondern lediglich administrativ dem Eidgenössischen Finanzdepartement zugeordnet war. Die Aufsicht über die ihr unterstellten Teilbereiche des Finanzsektors war der EBK zur selbständigen Erledigung übertragen.
Per 1. Januar 2009 wurden die drei Behörden Bundesamt für Privatversicherungen (BPV), Eidgenössische Bankenkommission (EBK) und Kontrollstelle für die Bekämpfung der Geldwäscherei (Kst GwG) in der Eidgenössischen Finanzmarktaufsicht (FINMA) zusammengeführt.
Von einer Aufsichtsbehörde über das Bankwesen, ihre Stammfunktion, entwickelte sich die EBK mit der Zeit zu einer Aufsichtsbehörde über weite Bereiche des Finanzsektors. Sie nahm selbständig folgende Aufgaben wahr:
- Aufsicht über die Banken und Effektenhändler
- Aufsicht über Prüfgesellschaften, soweit sie Banken, Effektenhändler oder Anlagefonds prüfen
- Aufsicht über die Anlagefonds
- Aufsicht über das Pfandbriefwesen
- Aufsicht über die Börsen und Märkte
- Aufsicht über die Offenlegung von Beteiligungen und die öffentlichen Kaufangebote bei börsennotierten Gesellschaften
- Geldwäschereiaufsicht über Banken, Effektenhändler und Fondsleitungen
- Entscheide über Konkurse und Sanierungen bei Banken und Effektenhändlern: Wird gegen eine Bank oder einen Effektenhändler ein Konkursbegehren gestellt, hat das angerufene Gericht die Akten der Bankenkommission zu überweisen (Art. 173b SchKG). Verfügt diese die Liquidation der Bank, treten die Wirkungen nach Art. 197 ff. SchKG ein. Im Bankenkonkurs sind neben den Bestimmungen des SchKG insbesondere auch diejenigen des BankG und der BKV zu beachten.[1]

Zusätzlich zu ihren eigentlichen Überwachungsaufgaben war die EBK auch in anderen Bereichen aktiv, die den Finanzplatz Schweiz betreffen. Sie stand deshalb in ständigem Kontakt mit dem Eidgenössischen Finanzdepartement und mit der Schweizerischen Nationalbank. Zudem pflegte sie regelmässigen Kontakt mit den verschiedensten Verbänden, namentlich mit der Schweizerischen Bankiervereinigung, mit dem Schweizerischen Anlagefondsverband und mit der Schweizer Treuhand-Kammer.
Rechtsgrundlage war das Börsengesetz (BEHG).